# Morgenland (Wüstung)
Morgenland (tschechisch selten Ranná) ist eine Wüstung in der Gemeinde Malá Morávka (Klein Mohrau), Tschechien. Sie liegt 13 Kilometer nordwestlich von Bruntál (Freudenthal) und gehört zum Okres Bruntál.

## Geographie
Die Ansiedlung befand sich auf einer Hochfläche am Fuße des Altvatergebirges (Hrubý Jeseník) über dem Quellgrund des Černý potok (Schwarzbach). Im Norden erheben sich der Kopřivový vrch (Nesselberg, 876 m n.m.) und die Barbora (Barbara, 819 m. n.m.), nordöstlich der Strážný vrch (Hutungsberg, 766 m n.m.), im Süden der Skalisko (Trampusfels, 797 m n.m.) sowie nordwestlich der Železný vrch (Drahtberg, 859 m n.m.) und die Prostřední skála (Mittelstein, 881 m n.m.).
Nachbarorte sind Karlova Studánka (Karlsbrunn) im Norden, Suchá Rudná (Dürrseifen) im Nordosten, Podlesí (Wiedergrün) im Osten, Rudná pod Pradědem (Vogelseifen) im Südosten, Malá Morávka im Süden und Westen sowie Hubertov (Hubertskirch) im Nordwesten.

## Geschichte
Die Kolonie Morgenland wurde in der Mitte des 17. Jahrhunderts im Morgenland – den östlichsten Klein Mohrauer Fluren – als Ansiedlung von Bergleuten, die in den Gruben am Drahtberg (Železný vrch) arbeiteten, gegründet. Möglicherweise bestand sie schon im November 1647, als im Dreißigjährigen Krieg die schwedischen Truppen von der Burg Rabenstein in die Gegend einfielen und die Grubenanlagen am Drahtberg verwüsteten.
Erstmals schriftlich erwähnt wurde die Siedlung Morgenland im Jahre 1660. In den Klein Mohrauer Kirchenbüchern ist der Ort ab 1661 verzeichnet. Aus dem Urbar der Herrschaft Freudenthal von 1662 geht hervor, dass die Kolonie zu dieser Zeit aus zwölf Häusern bestand und Georg Ascher aus Morgenland der Obrigkeit – dem Deutschen Orden – jährlich zum Georgstag 30 Groschen zu zahlen hatte. Die Kolonie unterstand der Niederen Gerichtsbarkeit des Klein Mohrauer Erbrichters. Bei der Ende des 18. Jahrhunderts erfolgten Einführung der Hausnummerierung wurden die Häuser von Morgenland in die Klein Mohrauer Nummerierung einbezogen. 1788 wurde das Josef Rother gehörende Gasthaus (Klein Mohrau Nr. 140) erstmals erwähnt. Der Bergbau am Drahtberg verlor am Übergang vom 18. zum 19. Jahrhundert immer mehr an Bedeutung, so dass sich die meisten Bewohner von Morgenland einen neuen Lebensunterhalt in der Landwirtschaft und im Forst suchen mussten.
Im Jahre 1835 standen in der Kolonie Morgenland 10 Häuser mit 48 deutschsprachigen Einwohnern, die größtenteils vom Tagelohn lebten. Pfarr- und Schulort war Klein Mohrau. Bis zur Mitte des 19. Jahrhunderts blieb Morgenland der Minderherrschaft Freudenthal untertänig.
Nach der Aufhebung der Patrimonialherrschaften bildete Morgenland ab 1849 eine Ansiedlung der Gemeinde Klein Mohrau / Malá Morávka im Gerichtsbezirk Freudenthal. 1852 wurden die letzten Gruben am Drahtberg stillgelegt; die wenigen Bergleute suchten sich Arbeit in den Klein Mohrauer Bergwerken. Ab 1869 gehörte Morgenland zum Bezirk Freudenthal. Um die Jahrhundertwende wurde Morgenland zunehmend zu einem den Badegästen von Karlsbrunn empfohlenen Ausflugsziel; die außerhalb der Altvaterwälder gelegene Kolonie war leichter erreichbar als die hohen Gebirgsgipfel, hatte ein Gasthaus und bot zudem einen guten Ausblick in die Landschaft des Niederen Gesenkes. Auch die Bewohner von Klein Mohrau unternahmen gern Sonntagsausflüge nach Morgenland. Nach dem Ende des Ersten Weltkrieges 1918 wurde Morgenland Teil der neugegründeten Tschechoslowakei. Beim Zensus von 1921 wurde Morgenland als eine zu Klein Mohrau gehörige Häusergruppe bezeichnet. Der Gastwirt Josef Fritsch ließ in den 1920er Jahren eine hölzerne Tanzdiele anbauen und machte in der Zwischenkriegszeit das als Touristenheim Jos. Fritsch firmierende Wirtshaus durch Tanzveranstaltungen mit lokalen Kapellen populär. Wegen seiner Abgelegenheit wurde Morgenland nie elektrifiziert und erhielt auch keinen Straßenanschluss. Nach dem Münchner Abkommen wurde die Kolonie im Herbst 1938 dem Deutschen Reich zugesprochen und gehörte bis 1945 zum Landkreis Freudenthal. Nach dem Ende des Zweiten Weltkrieges 1945 kam Morgenland zur Tschechoslowakei zurück. Zu dieser Zeit bestand die Kolonie aus elf Häusern die die Klein Mohrauer Hausnummern 134–137, 140–144, 146 und 204 trugen. Die durchweg deutschsprachige Bevölkerung wurde am 6. September 1946 vertrieben. Wegen der fehlenden Infrastruktur wurde der Ort nicht wiederbesiedelt. Zeit seines Bestehens führte Morgenland nie einen tschechischen Ortsnamen. Die gelegentlich verwendete Bezeichnung Ranná bezieht sich eher auf die zwischen den Gemarkungen Malá Morávka und Podlesí pod Pradědem aufgeteilten Morgenlandfluren.
Die entvölkerte Kolonie wurde in der Folgezeit ausgeplündert und die Häuser dem Verfall preisgegeben. Lediglich das Haus Nr. 142 erhielt eine neue Nutzung als Wochenendhaus. In den 1950er Jahren wurde der Abriss der verfallenen Häuser in Morgenland angeordnet. Später erfolgte auch der Abbruch des letzten Hauses von Morgenland.
Erhalten ist lediglich ein abseits der alten Kolonie stehendes Haus (Malá Morávka Nr. 170). Die Dorfstelle ist verbuscht, erhalten sind einige Grundmauern und Reste von Brunnen.

## Ortsgliederung
Die Wüstung Morgenland ist Teil des Katastralbezirks Malá Morávka.

## Sehenswürdigkeiten
- Mächtige Esche (Jasan na Ranné), der wahrscheinlich 1809 gepflanzte und weithin sichtbare Solitärbaum mit einem Stammumfang von drei Metern und einer Höhe von 18 Metern steht 500 m nördlich der Wüstung auf der Gemarkung Podlesí pod Pradědem an einer Weggabelung. Volkstümlich wurde der Baum nach einem in der Nähe gestandenen Bildstock der hl. Barbara Barbara, später Vévoda z Morgenlandu (Herzog vom Morgenland) genannt.

## Naturdenkmal Morgenland
Das Naturdenkmal Morgenland liegt 500 m südöstlich der Wüstung am Weg nach dem Haltepunkt „Rudná pod Pradědem“ der Bahnstrecke Bruntál–Malá Morávka.